# スターびっくり箱
『スターびっくり箱』とは
1. 1969年に読売テレビが制作し、日本テレビ系列で放送されたバラエティ番組。本項で記述。
2. 沼よしのぶが「マヌー・しん吉」名義で「月刊少年ジャンプ」に連載した、月変わりの芸能人が主人公の2ページ短編ギャグ漫画。

『スターびっくり箱』（スターびっくりばこ）は、1969年8月12日から同年12月30日まで日本テレビ系列局で放送されていた読売テレビ製作のバラエティ番組である。カラー放送。エースコックの一社提供。放送時間は毎週火曜 19:30 - 20:00 （日本標準時）。

## 内容
司会の長沢純がスタジオの正面に箱を置き、「箱の中身はなんだろな!?」と会場の客とコールして女性タレントに手を箱の中に入れされる。そしてうまく箱の中身を当てると賞品が貰えるが、箱の中身に触れるまでの時間が掛かると罰として女性タレントのスカートをハサミで切り、最後にゴーゴーダンスを踊らせてパンティーを見せるというもの。切る割合は後ろのスカートをかたどったパネルランプの点灯する割合で決まる。ちなみに箱の中身はたいてい爬虫類などのゲテモノが主で、女性タレントが悲鳴を上げ、しまいにはダンスを踊らされる前にパンティーが見えるまでスカートを切られるというケースがほとんどだった。
出演者はポルノとは無縁な女優や歌手を本業としている女性タレントが多く、公開番組という形式を取っていたことから群衆の面前でパンティーを曝け出すことに耐えきれなくなり、スカートを切られる前に逃げ出してしまったり、スカートを切られながら泣きだしてしまう女性タレントが続出して社会問題となった。
この番組は視聴率が高くなるのと同時に、PTAや日本視聴者会議から低俗番組とクレームを付けられ、スカート切りは廃止。その後は毒蝮三太夫のくすぐりに変わった挙句、番組は半年で打ち切りになった。打ち切り後、それまで月曜19:30枠で放送されていた『スターと飛び出せ歌合戦」（司会：トニー谷）が火曜19:30枠へ移動。そして空いた月曜19:30枠で、長沢純が司会を務める新番組『サンテ全日本歌謡選手権』がスタートした。

## 出演した主な女性タレント
- いしだあゆみ
- 岡崎友紀
- 黛ジュン
- 泉アキ
- 渥美マリ
- 伊藤アイコ
- 愛田みさ
- ちあきなおみ[1]
- 賀川雪絵[1]

## リメイク
この「箱の中身を手で探って当てる」という手法のゲームは、後のバラエティ番組でも多く使われてきているが、スカート切りの罰ゲームまでも忠実に再現した番組がいくつか存在する。
- 大爆笑!ツービートの思い出の民放大当たり番組全部ヤリます（1982年10月3日）
- 爆笑・激笑120分!!研ナオコのイジワル?残酷!ゲーム大賞（1983年11月13日）
- 爆笑・激笑120分!!文珍のイジワル?残酷ガマン!ゲーム大会（1984年4月29日）

以上の3番組は、テレビ東京の『日曜ビッグスペシャル』にて放送。これらのタイトル表記は放送日当日の読売新聞テレビ欄での表記によるもので、実際のタイトルは『いじわるゲーム大会』であった。「スターどっきり箱」、「危機・スカート切り」、「スカート切り歌合戦」などといったコーナータイトルが付けられていた。早坂あきよ、原真祐美、秋ひとみ、長沢久美子（Sugar）、岩城徳栄などが出演し、いずれも下着が見えるくらいの短さまでスカートを切られている。原真祐美は「切り切りマン」役の西川のりおに下着を丸見えにさせられ号泣してしまった。
- 怪傑黄金時間隊!! （1990年、TBS） - 昔のバラエティ番組を復刻させる企画の一つとして放送。アイリーン&エリカ、岡本夏生、藍田美豊、森田水絵が出演。
- いきなり!クライマックス（1990年、TBS） - 『怪傑黄金時間隊!!』と同様。藤井一子、サンバカーニバルのダンサーが出演。

これらの他にも、1970年1月11日放送の『おくにじまん日本一』（日本テレビ）最終回で行われた「ちびっ子テレビっ子大会」の一つとして、「ちびっこスターびっくり箱」が行われたが、スカート切りは行われたかは不明。